# Dasychira burtti
Dasychira burtti är en fjärilsart som beskrevs av Collenette 1960. Dasychira burtti ingår i släktet Dasychira och familjen tofsspinnare. Inga underarter finns listade i Catalogue of Life.